# Einwirkung (Statik)
Als Einwirkungen werden im Bauwesen alle auf das Tragwerk einwirkenden Kraftgrößen (Kräfte und Momente) sowie Verformungsgrößen definiert, die bei den Lastannahmen in der Baustatik berücksichtigt werden.
Dabei zählt beispielsweise
- zu den direkten Einwirkungen eine auf das Tragwerk einwirkende Kraft
- zu den indirekten Einwirkungen eine Verformung, z. B. infolge Setzung des Tragwerks.[1]

Die Einwirkungen werden außerdem unterschieden in
- ständige Einwirkungen, z. B. das Eigengewicht des Tragwerks (Wirkung der Schwerkraft) oder auch Anbauten wie Ausbau, Installationen etc.
  - ungünstige Einwirkungen: belasten das Tragwerk
  - günstige Einwirkungen: entlasten das Tragwerk bereichsweise
- veränderliche Einwirkungen wie Schnee- und Windlasten, Eisdruck, Wasserdruck, Auftrieb, Nutzlasten (Personen, Fahrzeuge, Überdruck in Tunnelbaustellen, Fahrkräne in Werkshallen etc.). Sie werden nur berücksichtigt, wenn sie sich ungünstig  auf das Tragwerk auswirken.